# Kleptocratie
 (août 2020).
Si vous disposez d'ouvrages ou d'articles de référence ou si vous connaissez des sites web de qualité traitant du thème abordé ici, merci de compléter l'article en donnant les références utiles à sa vérifiabilité et en les liant à la section « Notes et références ».
Une kleptocratie est un terme désignant un système politique au sein duquel une ou plusieurs personnes, à la tête d'un pays, pratiquent à une très grande échelle la corruption, souvent avec des proches et membres de leur famille. Généralement, ces personnes pratiquent le blanchiment d'argent, de manière à dissimuler l'origine et le montant de leur richesse, via des comptes bancaires situés dans des paradis fiscaux et/ou des sociétés et sociétés écrans basées dans des paradis fiscaux (sociétés « offshores »). Le mot a souvent une connotation péjorative.

## Étymologie et origine
Formé à partir des racines grecques kleptos (vol) et kratos (pouvoir) ; le terme « kleptocratie » signifie donc le « gouvernement des voleurs ».[réf. souhaitée]
C'est un terme utilisé par l'écrivain Patrick Meney pour désigner le gouvernement russe au cours de la fin de la période communiste (période des privatisations) et de l'ère Eltsine. On constate toutefois une dérive de l'utilisation du terme, utilisé également pour désigner la corruption généralisée, réelle ou supposée, des gouvernements.[réf. souhaitée]
La racine grecque justifie l'orthographe avec un K, mais on observe également l'orthographe avec un C : cleptocratie.
Dans son essai De l'inégalité parmi les sociétés, le scientifique Jared Diamond donne un sens différent à la kleptocratie. Il présente ce système politique comme une confiscation du pouvoir par une élite au détriment du peuple. La kleptocratie ne menant pas nécessairement à la corruption, même si elle peut y conduire.[réf. souhaitée]

## Utilisation du terme
Ce terme est fréquemment utilisé à propos des revenus tirés de l'exploitation de matières premières, en particulier le pétrole, le gaz naturel ou les diamants en Afrique ou dans les pays de l'ex-URSS.[réf. souhaitée]
Il a aussi et par exemple été employé pour décrire la nature de :
- régimes tunisiens, sous la présidence de Zine el-Abidine Ben Ali et du clan Trabelsi,
- régimes de la République démocratique du Congo (sous Mobutu Sese Seko[2],[3][source insuffisante],
- régime libyen sous Mouammar Kadhafi[4][source insuffisante],
- régime d'Angola, avec l'implication d'Isabel dos Santos (fille de l'ancien président autoritaire angolais, José Eduardo dos Santos), et d'autres personnalités politiques de l'élite dirigeante ayant détourné plusieurs milliards de dollars, grâce, selon les Pandora Papers, à « au moins 20 autres sociétés secrètes basées aux États-Unis et dans d'autres paradis fiscaux »[5]. Ces documents ont aussi révélé que Leopoldino Fragoso do Nascimento (ancien conseiller présidentiel) et Manuel Hélder Vieira Dias Júnior, anciens conseillers présidentiels et généraux, possédaient des sociétés offshore et des comptes bancaires basés en Europe et au Moyen-Orient[5].

## Lutte contre la kleptocratie
Des mesures internationales, régionales et parfois nationales visent à lutter contre les transferts massifs et blanchiments de capitaux, mais elles se sont heurtées au secret bancaire puis au secret des affaires et au « manque de rigueur des banques dans le contrôle des virements » ainsi qu'à la complexité et à l'opacité croissantes de certains systèmes et outils financiers permettant à des prestataires de services et aux entreprises de créer des successions de sociétés-écran non-traçables, des sociétés fictives à l'aide d'avocats d'affaires, de comptables et d'experts de la finance et autres « gestionnaires de fortune ».
Des études peu coûteuses, peuvent évaluer le degré de facilité à réaliser dans un pays des transactions suspectes ou à constituer des sociétés-écran. Ces études conduites sur la base d'audit et d’expériences de terrain peuvent aider à mesurer l'inefficacité des règles prescrivant la prise en compte du risque de corruption des clients et à les corriger. Elles pourraient être adoptées par les agences de développement et leurs partenaires des pays dits développés.

### Liens connexes
- Notice dans un dictionnaire ou une encyclopédie généraliste :   - Store norske leksikon